# محمد سمارة
محمد سمارة مواليد 1 يناير 1983 في القاهرة، هو لاعب كرة قدم فلسطيني يلعب مع منتخب فلسطين لكرة القدم ويلعب حالياً مع نادي المقاولون العرب في الدوري المصري الممتاز في مركز الوسط. حصل على أول غطاء رسمي له في أكتوبر 2007م، ومنذ ذلك الحين تم استدعاؤه في مباريات ودية غير رسمية، وعلى الأخص ضد دينامو موسكو حيث سجل ركلة جزاء في المباراة التي انتهت بالتعادل 1-1. حصل على ثاني غطاء رسمي له في تصفيات كأس العالم 2014 ضد تايلاند في 23 يوليو 2011.

## المسيرة الاحترافية

### أندية لعب لها
- نادي الاتحاد السكندري
- نادي جولدي
- نادي بترول أسيوط
- نادي بتروجيت
- نادي المقاولون العرب
- نادي الداخلية